# Bonsai (album)
| Recensione        | Giudizio |
| ----------------- | -------- |
| Recensiamo musica | 7,2/10   |

Bonsai è il quarto album in studio della cantante italiana Chiara Galiazzo, pubblicato il 3 luglio 2020 dalla Sony Music.

## Descrizione
L'album è stato preceduto da quattro singoli, usciti a partire dal 2019: Pioggia viola, L'ultima canzone del mondo, Honolulu e Non avevano ragione i Maya. La copertina vede un primo piano della cantante con un vestito bianco che richiama un motivo simile alle foglie, e due foglioline sulle ciglia al posto del mascara.

Riguardo alla scelta del titolo e del sottotitolo Come fare le cose grandi in piccolo, Galiazzo ha spiegato:
Al libretto dei testi è allegato un'opera di Elena Borghi rappresentante una mappa di viaggio ideale in vari luoghi citati nei brani o visitati dalla cantante.

## Accoglienza
Ilario Luisetto di Recensiamo musica ha assegnato all'album un punteggio di 7,2 su 10, spiegando che l'album è «un disco innovativo e contemporaneamente tradizionale e fedele al percorso fatto fin qui per la cantante veneta che mai come in questo lavoro si è confrontata anche con la dimensione cantautorale», sulla scia del precedente album di Nessun posto è casa mia. Attraverso i nove brani, il disco si evolve su una dimensione che, seppure pop (Non avevano ragione i Maya), attualizza la «tradizione melodica» più che riproporre «uno schema di tendenza attualmente da fare proprio anche controvoglia». Il critico ha inoltre elogiato L'ultima canzone del mondo, Bambola Daruma (definita la traccia più sperimentale) e soprattutto La vita che si voleva, testo scritto dalla cantante assieme a Roberto Casalino, «per trovare le parole migliori per il racconto di un addio alla vita» (il brano è dedicato alla nonna scomparsa della cantante) «che trova un'espressione perfetta nella vocalità di Chiara che, senza ombra di dubbio, trova proprio in questo brano la vetta musicale più alta del repertorio che ha affrontato negli ultimi anni».

## Tracce
Musiche di Francesco Catitti.
1. L'ultima canzone del mondo – 3:36 (testo: Alessandro Mahmoud, Chiara Galiazzo, Francesco Catitti)
2. Non avevano ragione i Maya – 3:54 (testo: Alessandro Raina, Dario Faini, Chiara Galiazzo)
3. Kamikaze – 3:47 (testo: Alessandro Mahmoud, Cheope, Chiara Galiazzo, Francesco Catitti)
4. Honolulu – 3:27 (testo: Alessandra Flora, Chiara Galiazzo, Francesco Catitti)
5. Bambola Daruma – 3:12 (testo: Chiara Galiazzo, Danti)
6. Ci siamo persi – 3:03 (testo: Chiara Galiazzo, Davide Napoleone, Francesco Catitti, Valeria Palmitessa)
7. Non faccio niente (per dimenticarti) – 3:20 (testo: Claudia Franchini, Federica Abbate)
8. La vita che si voleva – 3:49 (testo: Chiara Galiazzo, Francesco Catitti, Roberto Casalino)
9. Pioggia viola (feat. J-Ax) – 3:14 (testo: Alessandro Aleotti, Chiara Galiazzo, Daniele Lazzarin, Francesco Catitti, Piero Romitelli)

## Classifiche
| Classifica (2020) | Posizione massima |
| ----------------- | ----------------- |
| Italia            | 41                |